# Amt für Landwirtschaft, Flurneuordnung und Forsten

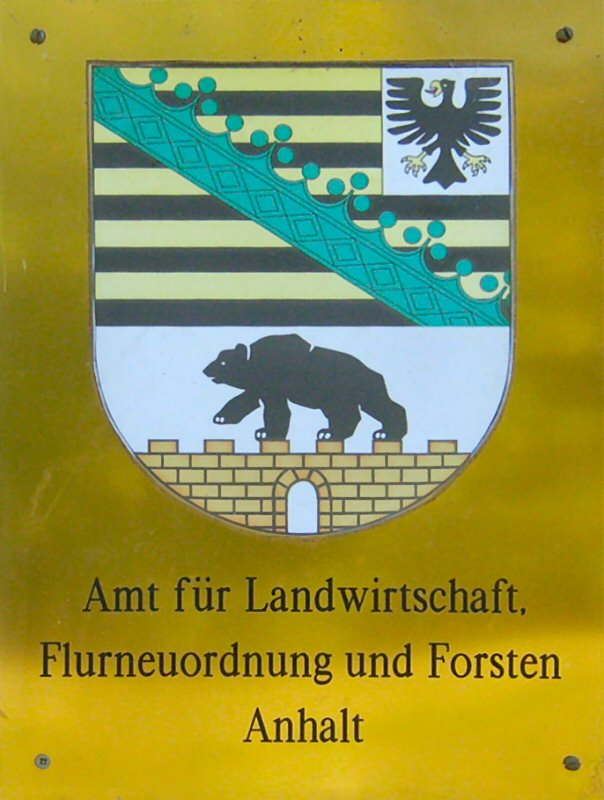

Das Amt für Landwirtschaft, Flurneuordnung und Forsten ist eine nachgeordnete Behörde im Geschäftsbereich des Ministeriums für Umwelt, Landwirtschaft und Energie des Landes Sachsen-Anhalt.

## Aufgaben und Struktur
Derzeit gibt es in Sachsen-Anhalt vier Ämter für Landwirtschaft, Flurneuordnung und Forsten:
- Amt für Landwirtschaft, Flurneuordnung und Forsten Altmark in Stendal mit Außenstelle Salzwedel
- Amt für Landwirtschaft, Flurneuordnung und Forsten Mitte in Halberstadt mit Außenstelle in Wanzleben-Börde
- Amt für Landwirtschaft, Flurneuordnung und Forsten Anhalt in Dessau-Roßlau
- Amt für Landwirtschaft, Flurneuordnung und Forsten Süd in Weißenfels mit Außenstelle in Halle (Saale)

Das ALFF ist in dem von ihm zu betreuenden Bereich zuständig für:
- Fördermaßnahmen in der Landwirtschaft
- Flurneuordnungs- und Bodenordnungsverfahren
- Dorferneuerung
- Forsthoheitsaufgaben
- Forstaufsicht
- forstliche Förderung